# 铜陵长江公铁大桥
铜陵长江公铁大桥，是位于中国安徽省的一座的公路铁路两用斜拉桥，跨越长江铜官山河段荻港水道中部，连接无为县和铜陵市义安区，正桥全长16.719公里，造价37亿元，由北引桥、跨江主桥和南引桥组成，其中跨江主桥全长1,290米。大桥于2010年4月18日正式开工建设，铁路桥于2015年6月28日启用，公路桥于2016年1月27日启用。
铜陵长江公铁大桥于2022年入选“中国新时代100大建筑”名单。

## 设计
大桥工程总长51.2公里，正桥部分全长16.719公里，其中，引桥采用24米和32米铁路标准简支梁+现浇连续梁（跨大堤及河流）等结构形式；主桥全长1,290米，为双塔五跨连续钢桁梁三索面斜拉桥，跨径布置为90+240+630+240+90米，单孔双向通航，桥面高度32米；主跨630米，超过武汉天兴洲长江大桥，成为世界主跨最长的公铁两用斜拉桥；主塔为菱形钢筋混凝土结构，桥面以上呈倒Y形设计，塔高212米；主桥斜拉索呈三索面布置，最大孔位127孔，斜拉索最大长度336米，全桥共计228束，钢绞线总量达6500多吨，是中国首座采用钢绞线拉索的公铁两用桥梁；大桥主体结构共需用混凝土约105万立方米，钢梁约7.2万吨。
主桥设计为上下双层结构，下层铺设四线铁路，分别为设计时速250公里的合福客运专线双线和设计时速160公里（预留200公里）的合庐铜铁路双线；上层为设计时速100公里的六车道铜巢高速公路。

## 建设历程
- 2006年，安徽省人民政府与中华人民共和国铁道部共同签署了安徽铁路网规划、安徽省“十一五”铁路建设的《会议纪要》，建设铜陵长江公铁大桥被列入其中。
- 2009年2月12日，大桥水下地质勘探工程施工正式开工作业。
- 2009年5月9日，安徽省发展改革委员会在铜陵主持召开铜陵长江公铁大桥前期工作协调会议，研究协调大桥前期工作相关问题。
- 2009年7月11日，合福铁路客运专线钉桩工作全面展开。
- 2009年11月20日，大桥初步设计勘探施工水上地质钻探工程全面完工，整个工期提前10天结束。
- 2009年12月18日至24日，长江芜湖航道管理处完成铜陵长江公铁大桥拟建桥轴线水域流速流向和水下地形测量。
- 2010年4月15日，中铁大桥局合福高铁铜陵长江公铁大桥项目部在铜陵县东联乡复兴村揭牌。
- 2010年4月17日，大桥主桥墩首个钢沉井成功定位。
- 2011年5月3日，大桥4号主塔墩承台开始浇筑混凝土。
- 2011年5月5日凌晨2点，大桥3号主塔沉井封底混凝土完成。
- 2011年11月22日8时，大桥4号主塔下横梁开始浇筑，大桥主塔进入中部塔柱施工阶段。
- 2012年9月30日，大桥开始架设钢梁，大桥进入主桥钢梁架设阶段。
- 2013年5月，大桥4号主塔成功封顶，主桥斜拉索安装施工正式启动，大桥钢梁全面进入双悬臂架设施工阶段。
- 2013年5月28日，大桥主桥钢梁与南岸引桥对接，大桥进入主跨钢梁架设阶段。
- 2013年7月18日，大桥公路接线工程成功浇筑首根钻孔桩：1号墩右幅6号桩，全线基础施工开始。[5]
- 2013年12月19日上午10时58分，大桥主桥正式合龙。[2]
- 2014年3月10日，大桥主体结构完工。[6]
- 2015年6月28日，合福高铁正式开通运营，铜陵长江公铁大桥铁路部分启用。[7]
- 2016年1月27日，公路部分启用[8]。